# Nicole Halperin
Nicole Halperin  (* 31. Januar 1970 in den Vereinigten Staaten) ist ein  israelisches Model.

## Leben
Halperin emigrierte im Alter von vier Jahren aus den Vereinigten Staaten nach Israel. Ihre Mutter war eine ehemalige Schönheitskönigin. Sie lebt in Beʾer Scheva.
Sie trat 1988 in die israelische Armee ein. 1989 wurde sie zur Miss Israel gewählt und vertrat anschließend das Land im Wettbewerb Miss Universe. Im Anschluss wurde sie ein führendes Model in Israel, unter anderem modelte sie für die Badebekleidungsfirma Gottex. Außerdem war Halperin als Model in New York City tätig.
Als Schauspielerin trat sie in zwei Seifenopern auf.
2003 war sie Jurymitglied des Wettbewerbs Elite Model Look Israel, wo die beiden Gewinner des ersten Platzes Israel in der internationalen Ausgabe des Wettbewerbs vertraten.
Sie arbeitete eine Zeit lang als Schönheitsberaterin. Im Jahr 2006 eröffnete Halperin ein Kosmetikinstitut in Tel Aviv.